# Deoterthron lincolni
Deoterthron lincolni är en kräftdjursart som först beskrevs av Geoffrey Allen Boxshall 1988.  Deoterthron lincolni ingår i släktet Deoterthron och familjen Deoterthridae.
Artens utbredningsområde är Tasmanien. Inga underarter finns listade i Catalogue of Life.